# Sources du Rhin
 (juillet 2016).

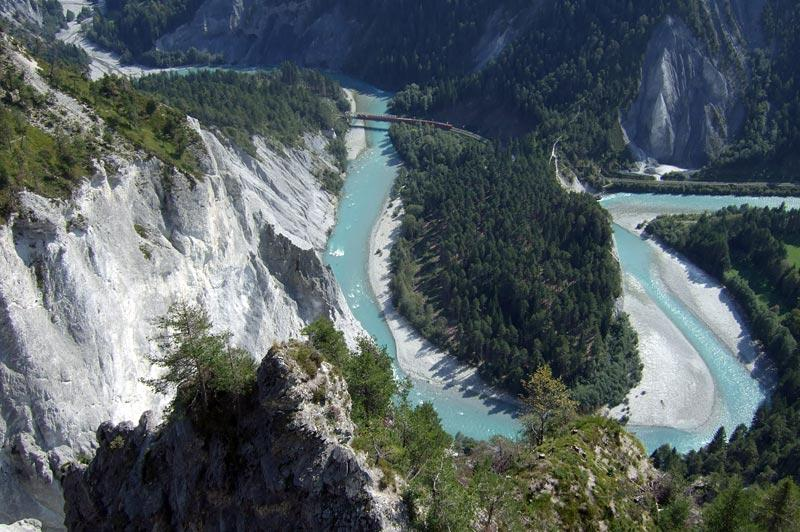
Le Rhin antérieur dans le canyon de Ruinaulta

Le lac de Toma, dans le canton des Grisons en Suisse, est généralement considéré comme la source du Rhin. Cette convention officielle ne fait toutefois pas justice à la longueur réelle ni au débit effectif des cours d’eau constitutifs du Rhin en amont de Coire. La fixation de la source au lac de Toma est donc en partie due à des conventions et traditions historiques.
C’est à partir de la confluence des deux principaux cours d’eau constitutifs du bassin amont du Rhin, le Rhin antérieur et le Rhin postérieur, à Tamins-Reichenau, quelques kilomètres en amont de Coire, que le cours d’eau prend le nom de « Rhin » (plus précisément de « Rhin alpin » entre cette confluence et le lac de Constance en aval).

## Localisation officielle

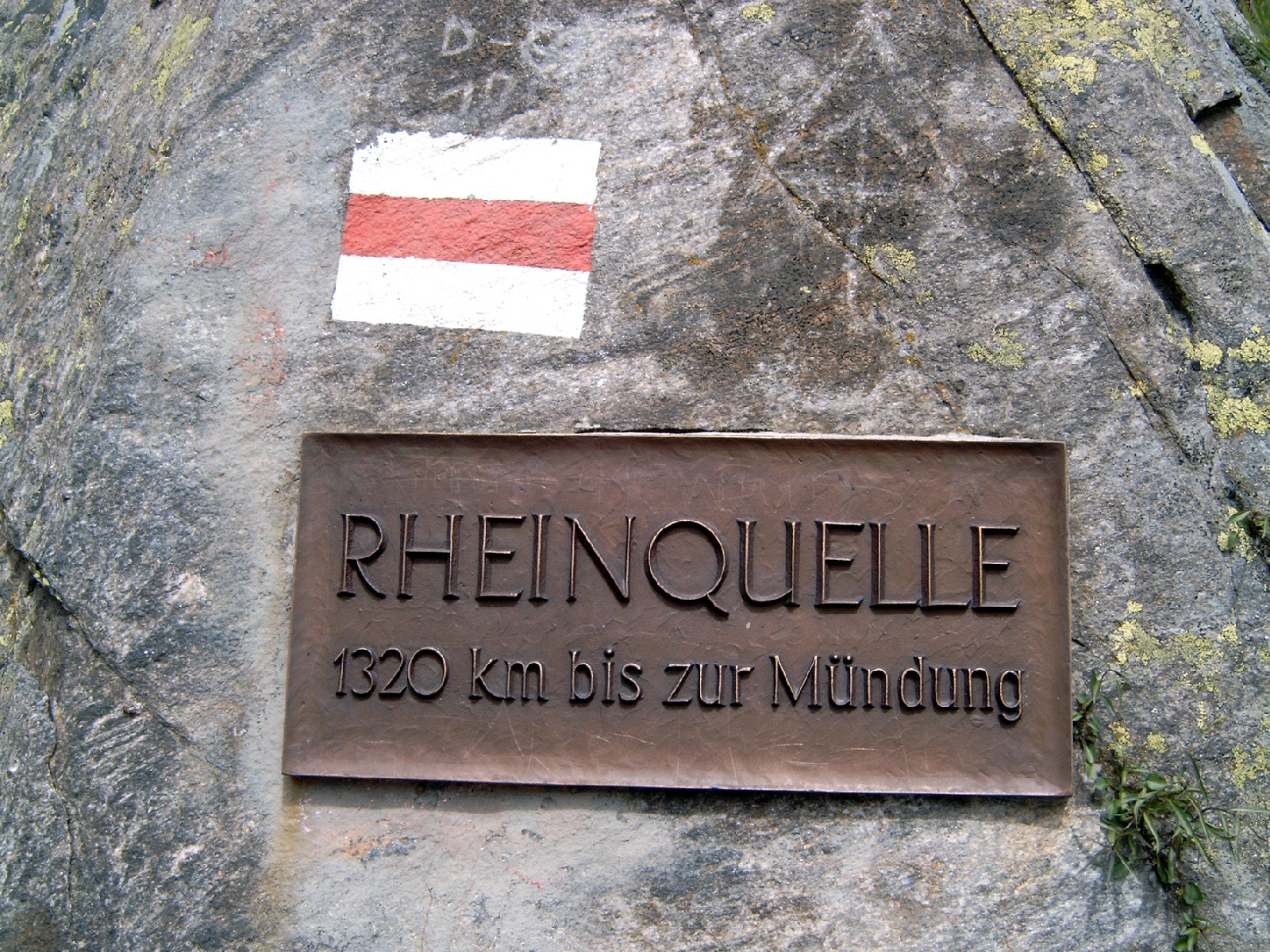
Plaque "Source du Rhin" au lac de Toma

L'Office fédéral de topographie et l'École polytechnique fédérale de Zurich indiquent comme source du Rhin un point situé au nord du lac de Toma, à l’embouchure du ruisseau Rein da Toma. Une plaque apposée à proximité indique la longueur totale du fleuve — d’ailleurs de manière erronée, puisque la longueur indiquée est de 1 320 km alors que la véritable longueur a maintenant été révisée à 1 232,7 km par la Commission internationale pour l'hydrologie du bassin du Rhin.

## Situation géographique

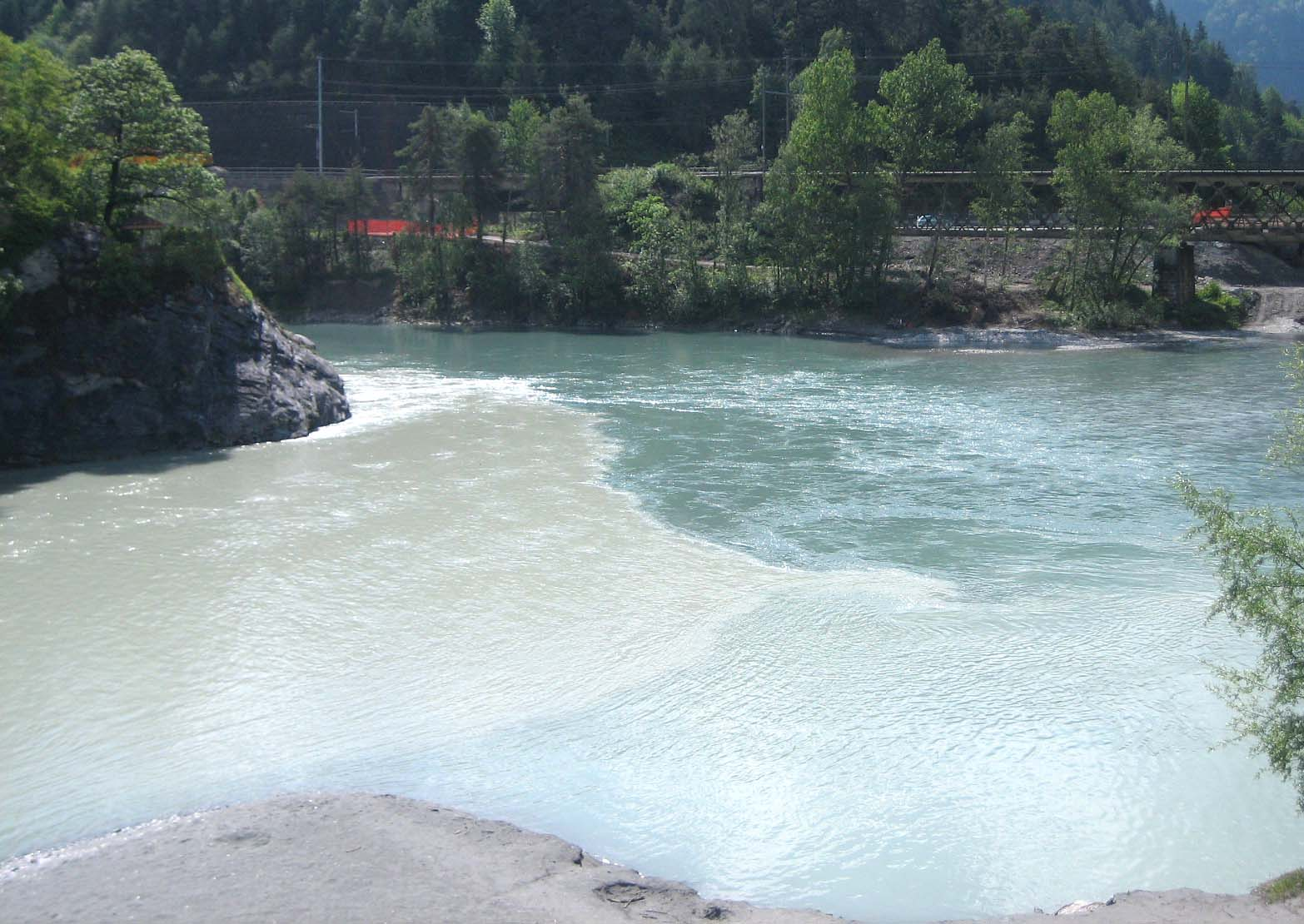
Confluent du Rhin antérieur (au premier plan à gauche) et du Rhin postérieur (en haut à droite) à Reichenau

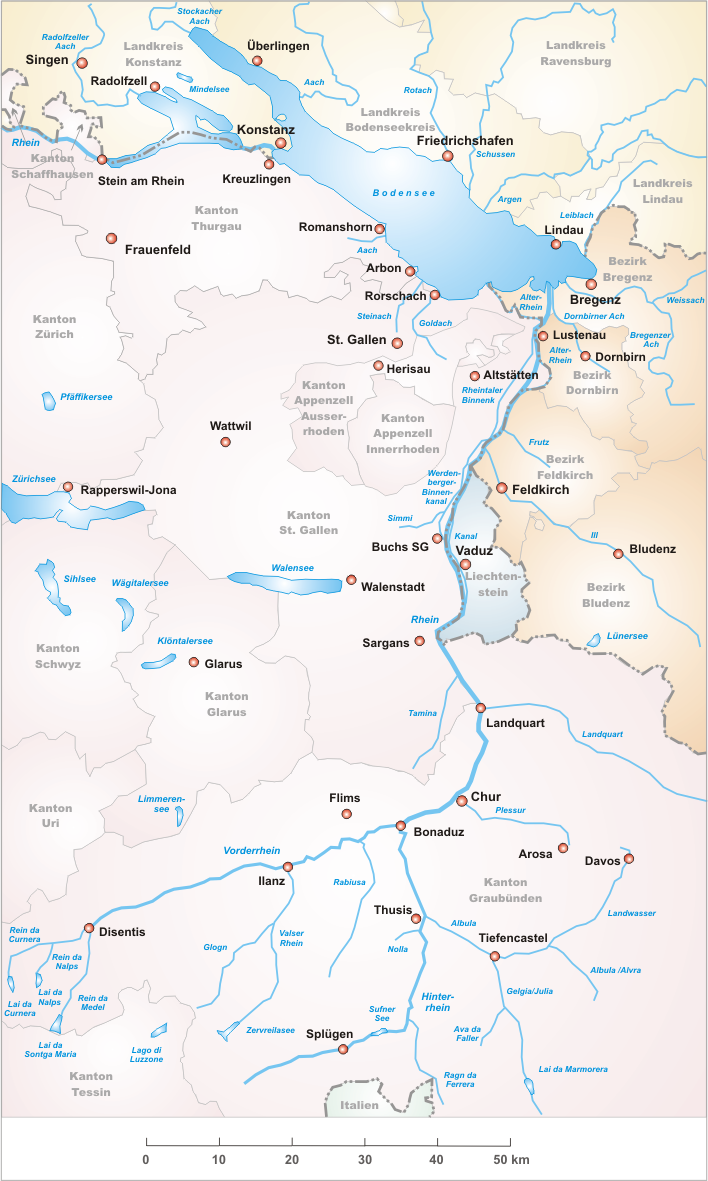
Carte du parcours du Rhin, depuis ses sources jusqu'au lac de Constance montrant l'emprise du bassin versant du Rhin sur le canton des Grisons. Le lac de Toma, source officielle du Rhin, se trouve légèrement en dehors de la carte, à 3 km à l'ouest du Lac de Curnera.

Le bassin versant du Rhin alpin draine l’essentiel du canton des Grisons, au sud-est de la Suisse. Les cinq plus gros cours d'eau du bassin sont le Rhin antérieur et le Rhin postérieur avec ses affluents, l'Albula, la Landwasser et la Julia. Les sources du Rhin antérieur et du Rhin postérieur se trouvent dans le massif du Saint-Gothard, celle des affluents de ce dernier dans la chaîne de l'Albula.
- Le Rhin antérieur comporte plusieurs sources dans l'ouest de la région de Surselva, et coule vers l'est, irriguant cette vallée large et peuplée, de langue romanche. Certains des affluents du Rhin antérieur sont presque aussi longs voire plus longs que la branche principale. De l’aval vers l’amont, mesurés depuis leurs sources respectives jusqu’à la confluence avec le Rhin postérieur à Reichenau[a]) :
  - Deux cours d’eau anonymes originaires des zones de Puozas et de Milez près du col de l'Oberalp
  - le Rein da Tuma (de), y compris le lac de Toma, où se situe la source officielle : 71 km ;
  - le Aua da Val : 70 km
  - le Rein da Maighels (de) (affluent du Rein da Curnera (de)) : 75 km
  - le Rein da Curnera (de) : 74 km
  - le Rein da Nalps : 71 km
  - le Rein da Medel (de), qui prend sa source dans le canton du Tessin où il est connu sous le nom de Reno di Medel ou de  Froda  : 76 km
  - le Rein da Sumvitg (de) : 56 km (estimation), dont 18 km de cours avant le confluent des deux Rhins.
  - le Glogn : environ 50 km, dont 30 km avant le confluent des deux Rhins ;
  - le Rabiusa : environ 40 km dont 32,5 km avant le confluent des deux Rhins.

- Le Rhin postérieur prend sa source sur les flancs du Rheinwaldhorn dans le massif de l'Adula, puis coule vers l'est avant d'obliquer vers le nord pour rejoindre le Rhin antérieur à Reichenau sur la commune de Tamins. Il a pour affluent l'Albula. L'Albula est lui-même alimenté par la Julia et la Landwasser. La source de l'Albula se situe à Bergün/Bravuogn, celle de la Julia au-dessus de Bivio au col du Julier et celles de la Landwasser dans la vallée de Davos. Le Dischmabach, qui prend sa source sur la commune de Davos et se jette dans la Landwasser a lui aussi un parcours plus long que le Rein da Tuma (de), de l'ordre de 72 km avant le confluent des deux Rhins.

Donc, le bras géographiquement plus long est le Rein da Medel (de) ou Reno di Medel, qui prend sa source sur la commune de Quinto dans le Tessin. La partie supérieure de son cours suit le Val Cadlimo d’ouest en est sur 7 km, et s’oriente ensuite au nord pour entrer dans le canton des Grisons à l'ouest du col du Lukmanier.

## Conventions sous-jacentes à la fixation du lieu de la source officielle

### Critères pour distinguer cours d’eau principal et affluents
Il existe différents critères pour la définition des affluents, et en fonction de ces choix, un cours d'eau ou un autre peut fournir la source du fleuve. Ce sont :
- la longueur du cours ;
- le débit apparent ;
- le plus grand bassin versant ;
- la plus grande source ;
- l'importance relative des vallées en termes d'espace habitable et de transport.

Alors que les deux premiers critères ont été historiquement difficiles à utiliser parce qu'il y a beaucoup de sources de taille similaire dans le système hydrologique des Rhin antérieur et postérieur, les deux derniers critères sont très favorables au Rhin antérieur, la vallée du Rhin postérieur n’ayant été que très peu habitée avant l'immigration des Walsers.

### Choix faits dans la fixation de la source du Rhin
La décision de fixer la source du Rhin au lac de Toma repose sur trois décisions préalables :
- utiliser un critère de longueur de cours plutôt que de débit. Le débit de l'Aar est en effet supérieur à celui du Rhin à leur confluent. Si l'on retenait ce seul critère, c'est l'Aar qui devrait être le fleuve et le Rhin, l'affluent.

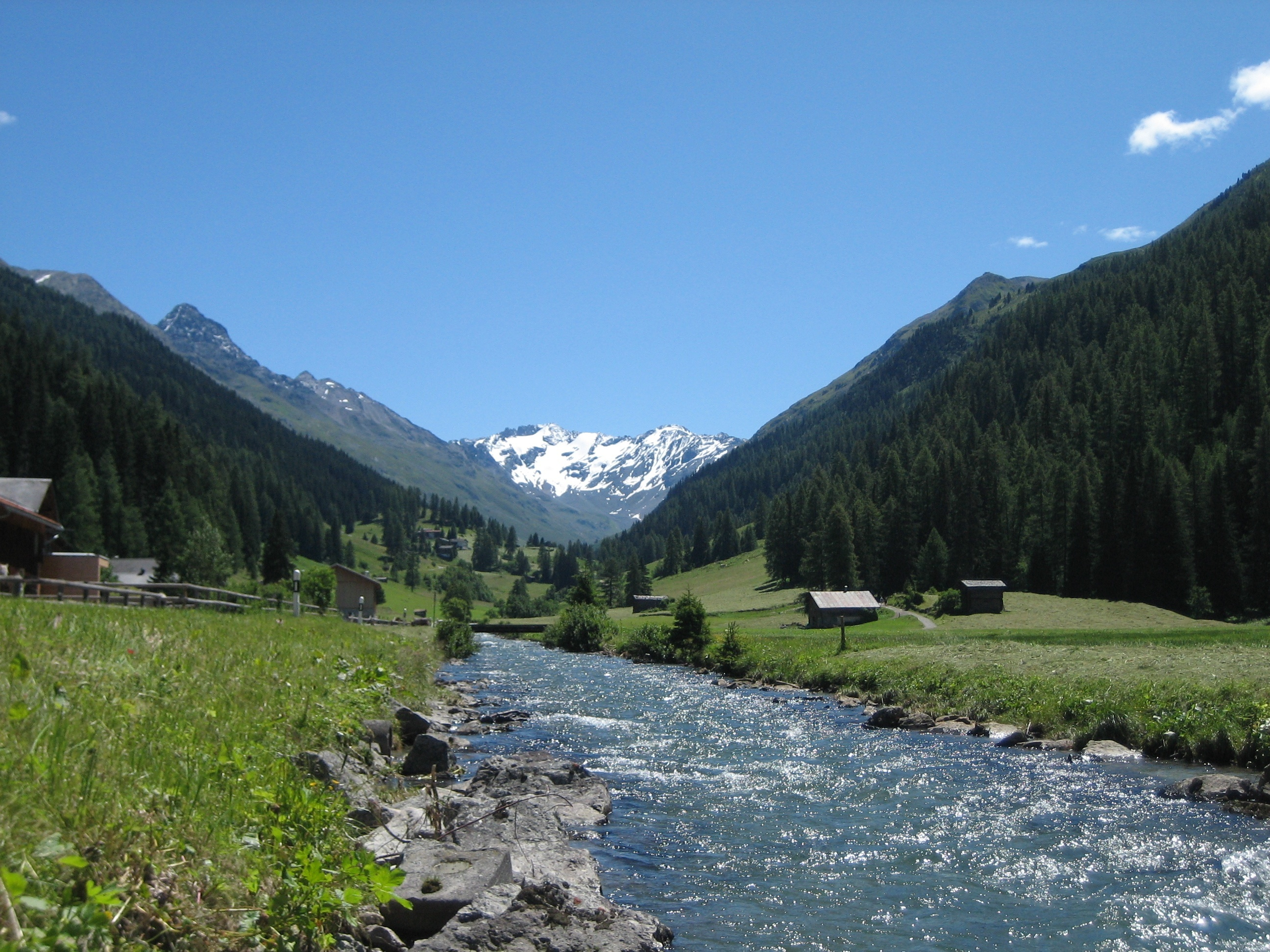
Le Dischmabach, une des sources du Rhin les plus distantes de son embouchure et les plus abondantes

- privilégier le Rhin antérieur sur le Rhin postérieur : ce second cours d’eau qui prend sa source plus au sud rejoint le cours d’eau issu du lac de Toma, nommé Rhin antérieur à Reichenau, commune de Tamins[a], quelques kilomètres en amont de Coire. Aucune hiérarchie claire ne peut être établie entre ces deux systèmes principaux, qui ne diffèrent que très légèrement par leur longueur, leur débit et la taille de leur bassin versant. Les cours les plus longs se trouvent dans la vallée du Rhin antérieur et dans la vallée d’un autre sous-affluent, la Landwasser supérieure, le débit principal proviendrait du Dischmabach, affluent de la Landwasser.
- ne pas tenir compte des petits cours d’eau contributeurs à l’alimentation du lac de Toma. En effet, de nombreux contributeurs participent à l’alimentation de ce lac dont le bassin versant comporte de nombreux ruisseaux ou torrents parfois anonymes, des zones marécageuses ou des résurgences de nappes aquifères souterraines. Parmi elles, un ruisseau appelé Rein da Tuma, qui forme ensuite le Rhin antérieur. Une partie de ses eaux sont canalisées vers le Lai da Curnera, lac de barrage qui alimente la centrale électrique de Tanavasa, pour restituer les eaux au fleuve à la hauteur de Ilanz.

## Toponymie
Dans la région de la source du Rhin, le mot « Rhin » fait partie du nom de plusieurs rivières, avec de nombreuses orthographes différentes, comme Rhein, Rein, Rain, Ragn, Ren, Reno et Rin.
C’est à partir de la confluence entre le Rhin antérieur et le Rhin supérieur que le cours d’eau prend le simple nom de « Rhin » ; néanmoins la portion du fleuve, comprise entre cette confluence et le lac de Constance en aval, est communément appelée « Rhin alpin » (en allemand : Alpenrhein).